# Bratske
Bratske (în ucraineană Братське) este așezarea de tip urban de reședință a raionului Bratske din regiunea Mîkolaiiv, Ucraina. În afara localității principale, mai cuprinde și satele Antonove, Kameanuvatka, Novooleksiivka, Ozerînivka, Vîsoka Hora și Zelenîi Iar.

## Demografie
Componența lingvistică a așezării de tip urban Bratske
     Ucraineană (94,88%)
     Rusă (4,1%)
     Alte limbi (0,77%)
Conform recensământului din 2001, majoritatea populației așezării de tip urban Bratske era vorbitoare de ucraineană (94,88%), existând în minoritate și vorbitori de rusă (4,1%).